# Satur Ocampo
Saturnino Cunanan Ocampo, detto Satur (Santa Rita, 7 aprile 1939), è un attivista, politico, giornalista e criminale filippino.
Personalità assai controversa, fu direttore del quotidiano The Manila Times negli anni precedenti alla legge marziale. Stretto collaboratore del Partito Comunista (CPP) e del Nuovo Esercito Popolare (NPA), negli anni settanta si unì ai militanti di sinistra in attività di insurrezione, alcune delle quali anche terroristiche, per rovesciare la presidenza di Ferdinand Marcos, quest'ultimo noto anticomunista. Assieme ai ribelli Luis Jalandoni e Jose Maria Sison, nel 1973 fondò una coalizione di estrema sinistra, il Fronte Democratico Nazionale (NDF).
Coinvolto in numerose inchieste penali, tra cui molteplici accuse di pluriomicidio, fu detenuto dal 1976 al 1985, ma riuscì ad evadere di prigione e si unì nuovamente alle forze ribelli di sinistra. Dopo la rivoluzione del Rosario e il fallimento delle trattative di pace col governo di Corazon Aquino, ricominciò nuovamente l'attività di insurrezione armata. Nel 1999 e 2009 fondò altri due partiti di sinistra, noti rispettivamente come Bayan Muna e Makabayan, oltre a ricoprire la carica di rappresentante congressuale dal 2001 al 2010.

## Biografia
Saturnino Ocampo nacque a Santa Rita, nella provincia di Pampanga, da una famiglia povera.
A seguito dell'elezione del populista Rodrigo Duterte nelle elezioni presidenziali filippine del 2016, il governo iniziò trattative di pace con i gruppi di sinistra. Insieme al ribelle Luis Jalandoni, nel corso di questa delicata fase Ocampo fu uno dei principali portavoce del Fronte Democratico Nazionale.